# Campionat del Món de Trial 2004
|  | Per al campionat del món en pista coberta d'aquell any, vegeu Campionat del Món de Trial indoor 2004 |

La temporada de 2004 del Campionat del Món de trial fou la 30a edició d'aquest campionat, organitzat per la FIM. El calendari oficial constava de 16 proves puntuables, celebrades entre el 3 d'abril i el 5 de setembre.
Takahisa Fujinami va guanyar amb l'Honda el seu únic títol mundial, esdevenint també l'únic japonès a guanyar-lo i el primer a fer-ho amb una Honda des del 1984. Cal dir que la moto que pilotà Fujinami era la mateixa que la del subcampió, Dougie Lampkin, una Montesa Cota 315 R, però el japonès competia sota la marca Honda (propietària de Montesa) per raons comercials. Fujinami va guanyar el campionat còmodament, amb vuit victòries contra les quatre de Lampkin i altres quatre del tercer classificat, Adam Raga. Un total de sis catalans es van classificar aquell any entre els deu primers del campionat.

## Sistema de puntuació
Barem de puntuació a partir de 1984:
| Posició | 1  | 2  | 3  | 4  | 5  | 6  | 7 | 8 | 9 | 10 | 11 | 12 | 13 | 14 | 15 |
| Punts   | 20 | 17 | 15 | 13 | 11 | 10 | 9 | 8 | 7 | 6  | 5  | 4  | 3  | 2  | 1  |

## Calendari
| Ronda | Data          | Gran Premi   | Lloc                | Guanyador         |
| ----- | ------------- | ------------ | ------------------- | ----------------- |
| 1     | 3 d'abril     | Irlanda      | Bangor              | Takahisa Fujinami |
| 2     | 4 d'abril     | Irlanda      | Bangor              | Dougie Lampkin    |
| 3     | 17 d'abril    | Portugal     | Gouveia             | Adam Raga         |
| 4     | 18 d'abril    | Portugal     | Gouveia             | Adam Raga         |
| 5     | 22 de maig    | Japó         | Twin Ring Motegi    | Takahisa Fujinami |
| 6     | 23 de maig    | Japó         | Twin Ring Motegi    | Takahisa Fujinami |
| 7     | 5 de juny     | Estats Units | Duluth              | Takahisa Fujinami |
| 8     | 6 de juny     | Estats Units | Duluth              | Takahisa Fujinami |
| 9     | 19 de juny    | França       | Valdeblore          | Adam Raga         |
| 10    | 20 de juny    | França       | Valdeblore          | Takahisa Fujinami |
| 11    | 27 de juny    | Andorra      | Sant Julià de Lòria | Adam Raga         |
| 12    | 3 de juliol   | Itàlia       | Aprica              | Dougie Lampkin    |
| 13    | 4 de juliol   | Itàlia       | Aprica              | Takahisa Fujinami |
| 14    | 25 de juliol  | Espanya      | Puerto de Pajares   | Takahisa Fujinami |
| 15    | 4 de setembre | Suïssa       | Moutier             | Dougie Lampkin    |
| 16    | 5 de setembre | Suïssa       | Moutier             | Dougie Lampkin    |

## Classificació final

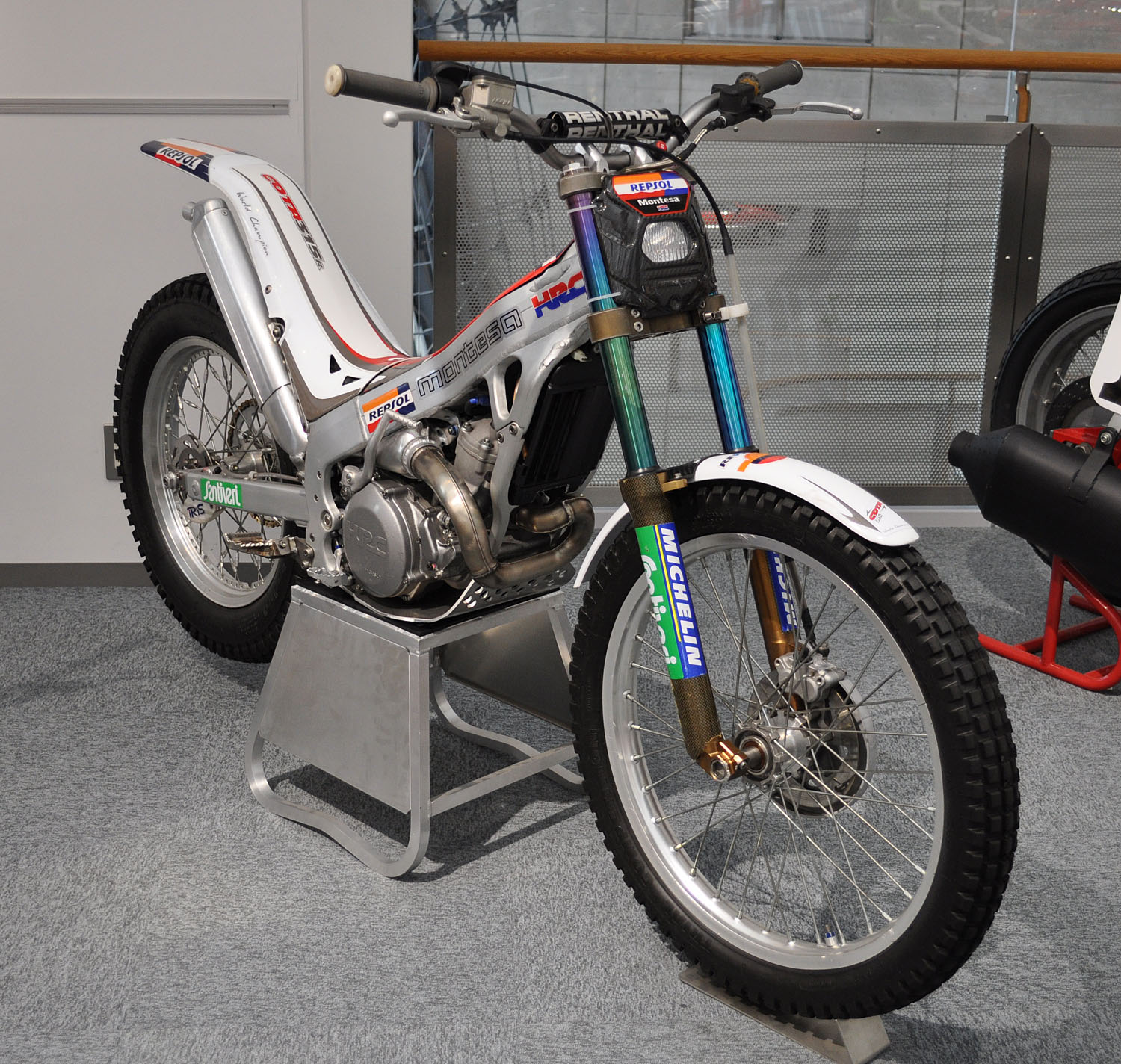
La Cota 315R que pilotà Fujinami el 2004

| Posició | Pilot             | Motocicleta | Punts |
| ------- | ----------------- | ----------- | ----- |
| 1       | Takahisa Fujinami | Honda       | 282   |
| 2       | Dougie Lampkin    | Montesa     | 266   |
| 3       | Adam Raga         | Gas Gas     | 254   |
| 4       | Albert Cabestany  | Beta        | 195   |
| 5       | Marc Freixa       | Montesa     | 174   |
| 6       | Jeroni Fajardo    | Gas Gas     | 158   |
| 7       | Kenichi Kuroyama  | Beta        | 140   |
| 8       | Graham Jarvis     | Sherco      | 133   |
| 9       | Toni Bou          | Beta        | 132   |
| 10      | Jordi Pascuet     | Gas Gas     | 67    |
|         |                   |             |       |
| 13      | Josep Manzano     | Beta        | 48    |